# Roberto Rocca
Roberto Rocca (* Februar 1922 in Mailand; † 10. Juni 2003 ebenda) war ein italienisch-argentinischer Ingenieur und Unternehmer, insbesondere im Bereich der Stahlerzeugung. Er war Mitgründer und Ehrenvorsitzender und Aufsichtsratsvorsitzender von Techint und Tenaris. Er galt als der führende argentinische Industrielle der zweiten Hälfte des 20. Jahrhunderts und als eine der reichsten Einzelpersonen Argentiniens. Zum Zeitpunkt seines Todes betrug sein Vermögen nach Schätzungen des Forbes Magazine ca. 1,6 Milliarden US-Dollar.

## Herkunft und Privatleben
Rocca wurde als Sohn des italienischen Ingenieurs und Stahlfabrikanten Agostino Rocca geboren. Dieser war seit 1931 Vizepräsident der Dalmine SpA, eines italienischen Stahlwerks. Die Regierung Mussolini verstaatlichte das Unternehmen, beließ aber Rocca auf seinem Posten. Er begründete 1945 in Mailand sein neues Unternehmen Techint und ging 1946 nach Argentinien, wo er unter anderem die Stahlwerke Dalmine Siderca (später Siderca) (1954) und Propulsera Siderurgica (1961) gründete, die beiden zentralen Stahlwerke des Techint-Konzerns.
Roberto Rocca studierte Maschinenbau am Polytechnikum Mailand (Abschluss 1945), war im Zweiten Weltkrieg bei der Marine (als zweiter Leutnant zur See auf einem U-Boot) und promovierte 1949 am Massachusetts Institute of Technology in Cambridge (Massachusetts).
Roberto Rocca war mit Andreina Bassetti verheiratet und hatte drei Söhne, den 2001 tödlich verunglückten Agostino, Gianfelice Rocca und Paolo. Rocca starb in Mailand und wurde in Colle Brianza beigesetzt.
Bereits 1993 hatte Rocca aus gesundheitlichen Gründen das Tagesgeschäft an seinen Sohn Agostino übertragen, der 2001 bei einem Flugzeugabsturz ums Leben kam. Sein Nachfolger wurde Roccas zweiter Sohn Paolo. Rocca blieb Ehrenvorsitzender seiner Unternehmensgruppe.
1999 wurde Rocca mit dem Willy-Korf-Preis für Stahlindustrielle ausgezeichnet. Er war Vizepräsident des argentinischen Mozarteums, Ehrenpräsident des Círculo Italiano und des Instituto para el Desarrollo Industrial (IDI).

## Unternehmer
Rocca arbeitete für das Unternehmen seines Vaters und war dort ab 1959 für technische Angelegenheiten und ab 1969 als General Manager zuständig. Nach dem Tod seines Vaters wurde er 1978 dessen Nachfolger als Vorstands- und Aufsichtsratsvorsitzender (CEO). Zu diesem Zeitpunkt besaß das Unternehmen zwei Stahlwerke in Argentinien (Siderca in Campana und Propulsora Siderúrgica in Ensenada bei Buenos Aires) und Aufträge für Infrastrukturplanung und -ausführung aus anderen Ländern Lateinamerikas.

### Rocca als Geschäftsführer von Techint
Rocca wurde 1978 Geschäftsführer von Techint. Während dieser Zeit expandierte das Unternehmen stark. Techint wurde unter seiner Führung einer der größten Stahlrohrhersteller weltweit.